# Молитва українського націоналіста
Моли́тва Українського націоналіста, також відома як Моли́тва Українського революціонера — патріотичний текст-молитва, складений у травні 1936 року Осипом Мащаком у львівських Бригідках під час Львівського процесу.

## Текст молитви
Оригінальний текст «Молитви…», як його передає автор у листі 1969 року до Івана Бойка:

Україно свята, мати героїв, зійди до серця мого.

Прилинь бурею вітру кавказького, пошумом карпатських ручаїв,

Славою боїв Завойовника, батька Хмеля тріюмфами,

Ревом гармат революції, радісним гомоном софійських дзвонів.

Нехай душа моя в тобі відродиться, славою твоєю опроміниться,

Бо ти, пресвята, все життя моє, бо ти все щастя моє.

Задзвони мені брязкотом кайдан, скрипом шибениць в понурі ранки.

Щоб віра моя була ґранітом, щоб зросли завзяття й міць,

Щоб сміло йшов я у бій, як ішли герої

За тебе, свята, за славу твою, за твої святі ідеї:

Щоб пімстити ганьбу неволі, стоптану честь, глум катів твоїх,

Невинну Кров розстріляних під Базаром i Крутами

І тисячів безіменних борців твоїх,

Що кості їх розкидані або тайком загребані…

Спали вогнем, життєтворная, кволість у серці моєму,

Нехай страху не знаю я, не знаю, що вагання.

Скріпи мій дух, загартуй волю,

В серці замешкай моєму.

В боях, в тюрмах рости мене до ясних чинів для тебе.

І в чинах тих хай знайду смерть,

Солодку смерть в бою за тебе,

І розплинуся у тобі я i вічно житиму в тобі,

Свята Україно моя, відвічна й непоборна.

Надалі текст «Молитви…» змінювався й доповнювався членами ОУН. Так, наприклад, брошура «Катехизм українця-націоналіста», видавана в 1941 році, містить такий текст «Молитви Українського Революціонера», доповнений згадкою про загиблих діячів організації:

Україно, Свята мати Героїв, зійди до серця мого. Прилинь бурею кавказьких вітрів, та шумом карпатських ручаїв, боїв славного Завойовника Батька Хмеля, тріумфом і гуком гармат Революції.
Радісним гомоном Софійських дзвонів — Нехай душа моя в Тобі відродиться, славою Твоєю опроміниться.
Бо Ти, Пресвята, все життя моє, бо Ти все щастя. Задзвони мені брязкотом кайдан, скрипом шибениць. В понурі ранки принеси мені зойки катованих в полях, тюрмах і на засланнях. Щоб віра моя була гранітом, щоб зросла завзяття міць, щоб сміло йшов я в бій так, як ішли герої за Тебе, Свята, за Твою Славу, за Твої Святі Ідеї, щоб пімстити ганьбу неволі.
Стоптану честь, глум катів Твоїх, невинну кров помордованих під Базаром, Крутами, геройську смерть Вождя Української Нації, Української Національної Революції полковника Євгена Коновальця, Басарабової, Головінського та славну смерть Данилишина, Голояда і тисячі незнаних нам, що кості їх, порозкидані або тайком загребані, стали вогнем життєтворчим у серці мойому. Кволості нехай не знаю я, нехай не знаю, що вагання.
Скріпи мій дух, загартуй волю, у серці замешкай мойому. В тюрмах і в тяжких хвилинах нелегального життя рости мене до ясних чинів, для Тебе в чинах тих хай знайду смерть, солодку смерть в муках за Тебе. І розплинуся в Тобі я і вічно житиму в Тобі, Відвічна Україно! Свята! Могуча і Соборна!

Останнi змiни до «Молитви…» були внесенi нацiоналiстами на емiграцiї пiсля загибелi Романа Шухевича i Степана Бандери. Ось як текст поданий у виданнi «Іди за мною! Ідеї i правила Юнацтва
ОУН» (1976 р.):

Україно, Мати Героїв, зійди до серця мого, прилинь бурею вітру кавказького, шумом карпатських ручаїв, боїв славного Завойовника Батька Хмеля, тріюмфом і гуком гармат Революції, радісним гомоном Софійських Дзвонів. Нехай в Тобі відроджуся, славою Твоєю опромінюся, бо Ти, все життя моє, бо Ти, все моє щастя.
Задзвони мені брязкотом кайдан, скрипом шибениць в понурі ранки, принеси мені зойки катованих в льохах і тюрмах, і на засланні, щоб віра моя була гранітом, щоб росло завзяття, міць, щоб сміло я йшов у бій так, як ішли герої за Тебе, за Твою славу, за Твої Святі Ідеї; щоб помстити ганьбу неволі, потоптану честь, глум катів Твоїх, невинну кров помордованих під Базаром, Крутами, Кінґірі і Воркуті, геройську смерть героїв Української Нації, Української Національної Революції — полковника Євгена Коновальця, Басарабової, Головінського, Шухевича, Бандери та славну смерть Данилишина і Біласа, і тисяч інших незнаних нам, що їх кості порозкидані, або тайком загребані
Спали вогнем життєтворчим всю кволість у серці мойому. Страху нехай не знаю я, не знаю, що таке вагання. Скріпи мій дух, загартуй волю, у серці замешкай мойому! У тюрмах і тяжких хвилинах підпільного життя, рости мене до ясних чинів. В чинах тих, хай знайду я смерть солодку, смерть в муках за Тебе. І розплинуся в Тобі я, і вічно житиму в Тобі ВІДВІЧНА УКРАЇНО, МОГУТНЯ І СОБОРНА!

## Історія
«Молитву Українського націоналіста» мали знати напам'ять усі, хто приєднувався до ОУН та її молодіжної організації.[джерело?]
У 2019 році військовослужбовець Окремого загону спеціального призначення НГУ «Азов» Віталій «Біцуха» Трухан підтвердив, що для полку «це одна з головних традицій — Декалог ОУН, а також молитва».